# Gatunek krytycznie zagrożony
Gatunek krytycznie zagrożony (ang. critically endangered, akronim: CR) – jedna z kategorii w opublikowanej przez Międzynarodową Unię Ochrony Przyrody (IUCN) klasyfikacji gatunków zagrożonych, przyjmowana powszechnie do stosowania w różnej rangi i różnego zasięgu Czerwonych Księgach Gatunków Zagrożonych i Listach. Kategoria ta obejmuje gatunki, wobec których stwierdzono wysokie ryzyko wymarcia w warunkach naturalnych, i które spełniają przynajmniej jedno ze ściśle zdefiniowanych kryteriów odnoszących się do zasięgu, liczebności i dynamiki populacji.

## Przyczyny
Gatunki mogą być zagrożone wyginięciem z przyczyn naturalnych lub z powodu działań człowieka. W celu ograniczania wymierania gatunków wiele krajów wprowadziło prawo chroniące zagrożone gatunki, zabraniające polowań i zajmowania ich siedlisk na inne cele. Do podstawowych działań zmierzających do ochrony różnorodności biologicznej należy ewidencjonowanie gatunków zagrożonych. W tym celu tworzone są Czerwone Księgi lub Listy odnoszące się do regionów, państw, kontynentów i całego świata. Aktualizowana Czerwona księga gatunków zagrożonych na Ziemi (IUCN Red List) prowadzona jest przez Międzynarodową Unię Ochrony Przyrody (IUCN). 

## Kryteria kwalifikujące

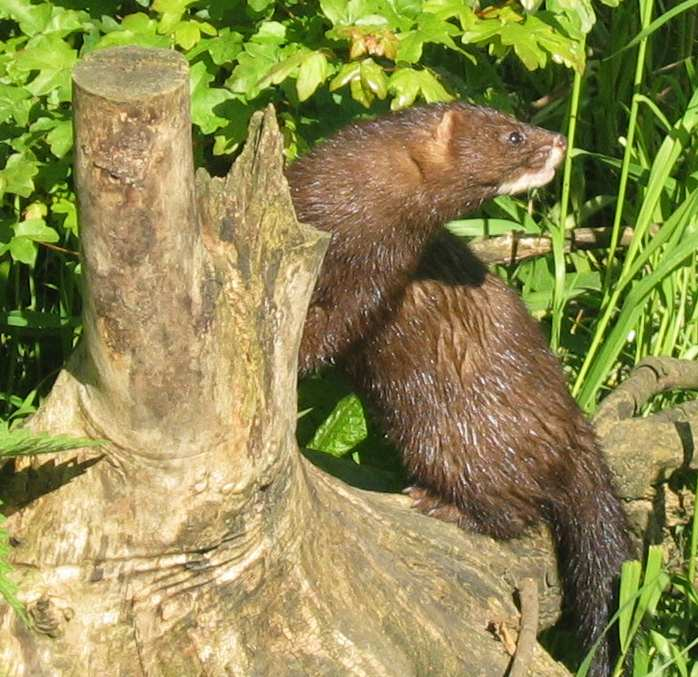
Jednym z gatunków, któremu przyznano status gatunku krytycznie zagrożonego jest norka europejska. Przyczyną redukcji populacji tego gatunku jest utrata siedlisk i konkurencja ze strony inwazyjnego gatunku – norki amerykańskiej.

Takson jest uznawany za krytycznie zagrożony, gdy można udokumentować, że spełniony jest jeden z podanych niżej kryteriów (oznaczonych od A do E):
A. Redukcja populacji w jednej z następujących form:
1. Stwierdzona, oszacowana, wywnioskowana lub przewidywana redukcja zasobów populacji o co najmniej 90% w ostatnich 10 latach lub trzech pokoleniach, w przypadku gdy przyczyny wymierania są znane i odwracalne i ustały.
2. Stwierdzona, oszacowana, wywnioskowana lub przewidywana redukcja zasobów populacji o co najmniej 80% w ostatnich 10 latach lub trzech pokoleniach, w sytuacji gdy redukcja ta lub jej przyczyny mogą trwać w dalszym ciągu, bądź mogą być nieznane lub nieodwracalne.
3. Przewidywana lub prognozowana redukcja o co najmniej 80% w następnych 10 latach lub trzech pokoleniach (maksymalnie do 100 lat) – przyjmuje się dłuższy z alternatywnych okresów.
4. Stwierdzona, oszacowana, wywnioskowana, przewidywana lub domniemana redukcja zasobów populacji o co najmniej 80% w następnych 10 latach lub trzech pokoleniach (maksymalnie do 100 lat) – przyjmuje się dłuższy z alternatywnych okresów. Wliczany czas musi zawierać okresy przyszłe i minione, a przyczyna wymierania i możliwości jej usunięcia są nieznane lub nieodwracalne.
B. Ograniczenie zasięgu lub areału występowania:
1. Szacowany zasięg geograficzny występowania mniejszy niż 100 km² przy jednoczesnym spełnianiu dwóch z trzech poniższych kryteriów:
a. zasięg silnie rozdrobniony lub gatunek znany jedynie z jednego stanowiska.
b. stwierdzono, przewiduje się lub domniemywa się zmniejszanie się zasięgu lub liczby stanowisk, pogarszanie się jakości siedlisk gatunku lub zmniejszanie zasobów populacji lub liczby okazów dorosłych.
c. występują znaczne fluktuacje zasięgu, lub liczby stanowisk, lub zasobów populacji, lub liczby okazów dorosłych.
lub:
2. Obszar zasiedlony przez gatunek mniejszy niż 10 km² przy jednoczesnym spełnianiu przynajmniej dwóch z trzech poniższych kryteriów:
a. zasięg silnie pofragmentowany lub gatunek znany jedynie z jednego stanowiska.
b. stwierdzono lub przewiduje się zmniejszanie zasięgu i liczby stanowisk, lub pogarszanie się jakości siedlisk gatunku, lub zmniejszanie zasobów populacji lub liczby okazów dorosłych.
c. występują znaczne fluktuacje zasięgu, liczby stanowisk, zasobów populacji i liczby okazów dorosłych,
lub gdy zachodzą warunki opisane w obu powyższych punktach (B1 i B2 łącznie).
C. Populacja szacowana na mniej niż 250 dojrzałych osobników lub:
1. Szacuje się tempo spadku liczebności co najmniej o 25% w ciągu trzech lat lub jednego pokolenia (maksymalnie do 100 lat) – przyjmuje się dłuższy z alternatywnych okresów, lub
2. Obserwowany, wywnioskowany lub prognozowany postępujący spadek liczebności populacji i jednocześnie albo brak subpopulacji liczących ponad 50 dojrzałych osobników lub co najmniej 90% dojrzałych osobników tworzy jedną subpopulację.
D. Ogólne zasoby gatunku nie przekraczają 50 dojrzałych osobników.
E. Analizy wykazują prawdopodobieństwo wymarcia gatunku w naturze wynoszące co najmniej 50% w ciągu następnych 10 lat lub 5 generacji (jeśli ich czas trwania jest dłuższy, ale w perspektywie nie dłuższej niż 100 lat) – przyjmuje się dłuższy z alternatywnych okresów.